# بدبوم

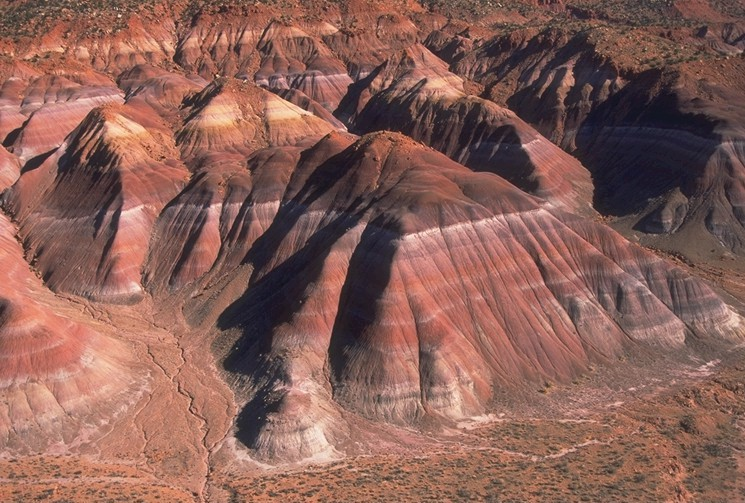
نوعی بدبوم در آمریکا

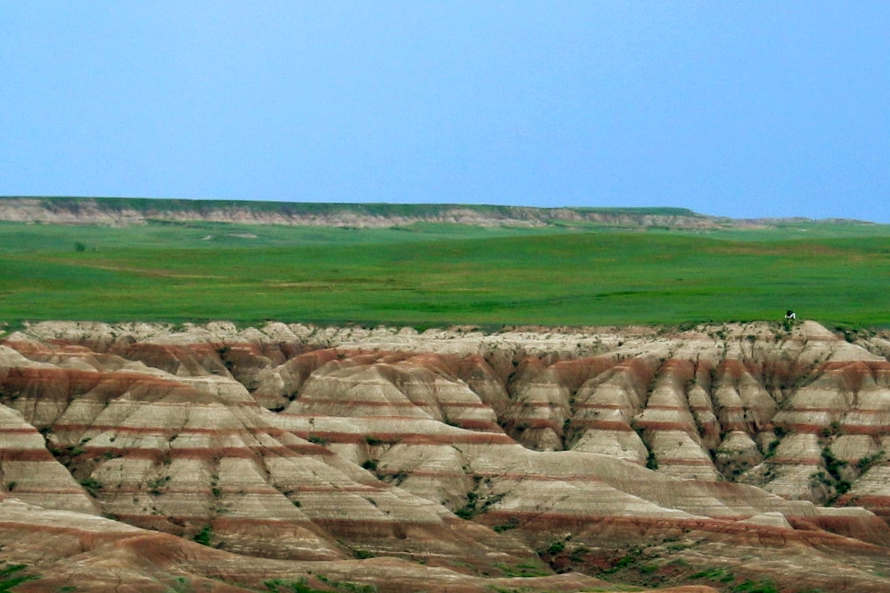
پارک ملی بدلندز، ایالت داکوتای جنوبی

بَدبوم یا بدلند (Badland) نوعی زمین خشک است که در آن سنگ‌های رسوبی نرم‌تر و خاک‌های غنی از رس به‌شدت فرسایش یافته‌اند. نواحی مرتفع خشکی که بر اثر باران‌های سنگین اتفاقی به دره‌های تنگ عمیق بریده شده‌است و ریزش‌های جوی معمولی ناحیه به اندازه‌ای نیست که حافظ پوششی کافی از علف یا گیاهان دیگر باشد. چنین ناحیه‌ای برای کشاورزی یا زمین چراگاهی تقریباً بدون ارزش است.